# 劉艾
劉 艾（りゅう がい、生没年不詳）は、中国後漢末期の政治家。

## 生涯
弘農郡の陝県令を務める。その後は相国・董卓の長史となる。
当時、董卓は孫堅との戦いで苦戦を強いられ「関東の諸軍は大したことないが、ただ孫堅だけが厄介で諸将に警告せねばならぬ。（以前、西方征伐に赴いた時も奴の読みは冴えていた。）」と劉艾に語った。そこで劉艾は「孫堅が時たま計略を当てたとて、もともとは李傕、郭汜に及ばぬ者です。聞けば美陽亭で大敗し印綬まで失ったとか。これでは有能とは言えますまい。」と答えると、「その時の奴の軍勢は寄せ集めで、かつ戦には有利不利があるのだ（一概に言えまい）。山東の大勢力も今後どうなるか見通しが立たん。」と言った。劉艾は「山東の小僧どもは百姓を駆り立てて反乱を起こしていますが、所詮われらの軍事力には到底及びません。どうして永らえましょうか？」と言って董卓を安堵させた。
董卓の死後は、献帝の側近として侍中を務めた。
興平元年（194年）の7月、献帝は飢餓に苦しむ民衆に倉の食料を放出していたが、横領疑惑があったため劉艾に御前で粥を作らせると米豆五升で大碗三杯が出来た。そこで「これだけ出来るのになぜ死者は減らぬのだ」と詔を下し、劉艾に担当者を叱責させた。尚書令以下はみな謝罪し、担当の侯汶は死罪を免じられ杖打ち五十で許された。
195年の6月、李傕は郭汜と不和になると、官女を与えると言って羌族など数千招き郭汜を攻撃させようとした。彼らはたびたび宮門まで来て「天子は中か？約束の女はどこか？」と詰め寄ったため、献帝は劉艾に賈詡を説得させて、計略を持って解散させた。
7月、献帝の東帰が許可されたが、一行が宣平門の橋に至ると郭汜の兵に阻まれてしまう。兵らが「これは天子か？」と問うて道を塞いだので、劉艾が大声で「これは天子なり！」と答え、また侍中の楊琦に御帳を挙げさせ、献帝が直に難詰したため通行することができた。
その後、献帝を取り戻そうとする李傕、郭汜らに大敗し、彼らから逃れるため黄河を舟で東下することが検討された。しかし、弘農出身の楊彪がこの付近は難所であると進言し、陝県令であった劉艾も「船頭がいても転覆の危険がある場所です。船頭のいない状況ではなおさら危険です。」と言い、対岸に渡るだけになった。その後、雒陽に至ると生き残った群臣らとともに功績から列侯に封じられた。
以後は漢の宗正（九卿の一つ、皇族の管理を担当する）となり、建安19年（214年）に王邑とともに曹氏の二貴人を魏国から洛陽に迎えた。
建安21年（216年）夏5月、曹操を魏公から魏王へ位を進める使者として使持節・行御史大夫・宗正の劉艾が遣わされた。
著作に『霊献二帝紀』6巻がある。

## 参考資料
- 『三国志』魏書1武帝紀　魏書6董卓伝、付・李傕郭汜伝
- 『後漢書』献帝紀